# Vodacom
Vodacom Group Limited è un'azienda sudafricana di telecomunicazioni, di proprietà della multinazionale britannica Vodafone Group Plc.
Si tratta del maggiore operatore telefonico del Paese, con 55 milioni di clienti.
Oltre che in Sudafrica, Vodacom offre servizi GSM anche in Tanzania, Lesotho, Mozambico e Repubblica Democratica del Congo.
Fornisce copertura al Monte Kilimanjaro, che è stato per anni (fino alla copertura dell'Everest) il punto più alto raggiunto dal segnale GSM.
I principali concorrenti di Vodacom sono MTN, Cell C e Virgin Mobile.